# مارکوچی
مارکوچی (به لاتین: Markuchi) یک منطقهٔ مسکونی در روسیه است که در استان آمور واقع شده‌است.